# ルイス・ロペス (1964年生の内野手)
ルイス・アントニオ・ロペス（Luis Antonio Lopez , 1964年9月1日 - ）は、アメリカ合衆国ニューヨーク州出身の元プロ野球選手（内野手）。

## 経歴

### 現役時代
ラファイエット高校から、1983年のMLBドラフト2巡目でロサンゼルス・ドジャースに入団。1990年9月14日、メジャーデビューを果たす。
1991年、クリーブランド・インディアンスに移籍。メジャー再昇格を果たす。
1994年にアトランタ・ブレーブスに移籍するも、1995年にはインディアンズに復帰した。1992年以降は、メジャー昇格は出来なかった。
1996年に日本に活躍の場を求め広島東洋カープに入団。同年の春季キャンプではスイングの軌道が安定せず打球も飛ばず、しかも走力もなかった。シーズンでの活躍を不安視されたが、山本一義チーフ兼打撃コーチがスイングを矯正したところ、打撃が開眼。
1996年から2年連続で打点王、1997年には最多安打のタイトルを獲得するなど活躍した。好機で勝負強く、しぶとい打撃でチームに活力を与えた。また「タイトルや個人成績よりも、僕はチームが勝つために仕事をしているんだ」と常々語るなど、チームプレーに徹する姿勢も好感を呼び「広島史上最強の外国人選手」とも称された。1996年オフの契約更改では、ロペス側が複数年契約を主張したのに対して球団側の1年契約の主張が通り、1億2000万円＋出来高での1年契約となった。
しかし、1997年オフの契約更改では、球団側呈示の年1億5000万円での2年契約＋出来高に対して、ロペス側が年2億1000万円での2年契約を要求したため交渉が決裂し、交渉決裂時は自由契約になるとの契約条項があったことから自由契約となった。翌1998年、出場停止処分となっていた主砲の小久保裕紀に代わる選手を探していた福岡ダイエーホークスへ移籍した。3割近い打率を残すなどの活躍をしたが、小久保の復帰もあって1年で解雇。
1999年から2000年の途中まで、アメリカの独立リーグのアトランティックリーグに加盟しているサマセット・パトリオッツでプレーした。
2000年のシーズン途中、江藤智が抜けた穴を埋めるべく入団したジェフ・ボールが期待外れで早々に解雇されるなど、長打力不足に悩む広島の再オファーを受けて3年ぶりに復帰。93試合で打率.313、20本塁打、88打点、翌2001年も138試合で打率.308、32本塁打、100打点をマークするなど再び主力打者として活躍した。
2002年シーズン前のキャンプで、ロペスはシーズンの目標を問う取材に対し「打率.350、56本塁打、160打点」という数字を掲げた。しかし、4月6日の対中日ドラゴンズ2回戦（広島市民球場）の8回裏、二塁に前田智徳を置いた場面で、ロペスが中前打を放った際に前田は三塁で止まり加点できなかったことに憤慨し、ダッグアウト裏で前田に「どうして本塁に走らなかったんだ」などと激しく詰め寄り、つかみかかる騒ぎを起こした。前田はアキレス腱などの故障歴があるなど足に不安を抱えているため、無理な走塁はできない状態であり、さらに当日は雨の影響でグラウンド状態が悪く、前田は普段以上に足を気遣いながらのプレーを余儀なくされていた。4月7日、球団フロントと山本浩二監督による事情聴取に応じたロペスは「打点が欲しかったからやったわけじゃないんだ」と釈明したが、事態を重く見た球団はロペスの出場選手登録を抹消、10日間の謹慎を科した上で二軍の練習参加も禁じる厳罰を下した。前田とは話し合いの機会を持って和解している。騒ぎが起きた4月7日まで.417だった打率は、モチベーションの低下から急降下し、シーズン途中で退団した。
2003年と2004年は、再びサマセット・パトリオッツでプレーした。

### 引退後
2006年、東北楽天ゴールデンイーグルスの駐米スカウトに就任。2010年は楽天の二軍打撃コーチを務めた。
2012年より横浜DeNAベイスターズ国際担当スカウトを務める。

## 詳細情報

### 年度別打撃成績
| 年 度    | 球 団    | 試 合 | 打 席 | 打 数 | 得 点 | 安 打 | 二 塁 打 | 三 塁 打 | 本 塁 打 | 塁 打 | 打 点 | 盗 塁 | 盗 塁 死 | 犠 打 | 犠 飛 | 四 球 | 敬 遠 | 死 球 | 三 振 | 併 殺 打 | 打 率 | 出 塁 率 | 長 打 率 | O P S |
| -------- | -------- | ----- | ----- | ----- | ----- | ----- | -------- | -------- | -------- | ----- | ----- | ----- | -------- | ----- | ----- | ----- | ----- | ----- | ----- | -------- | ----- | -------- | -------- | ----- |
| 1990     | LAD      | 6     | 6     | 6     | 0     | 0     | 0        | 0        | 0        | 0     | 0     | 0     | 0        | 0     | 0     | 0     | 0     | 0     | 2     | 0        | .000  | .000     | .000     | .000  |
| 1991     | CLE      | 35    | 89    | 82    | 7     | 18    | 4        | 1        | 0        | 24    | 7     | 0     | 0        | 1     | 1     | 4     | 1     | 1     | 7     | 0        | .220  | .261     | .293     | .554  |
| 1996     | 広島     | 130   | 545   | 503   | 66    | 157   | 29       | 1        | 25       | 263   | 109   | 2     | 1        | 0     | 4     | 34    | 0     | 4     | 48    | 23       | .312  | .358     | .523     | .881  |
| 1997     | 広島     | 134   | 580   | 532   | 80    | 170   | 37       | 0        | 30       | 297   | 112   | 0     | 0        | 0     | 6     | 36    | 1     | 6     | 58    | 15       | .320  | .366     | .558     | .924  |
| 1998     | ダイエー | 134   | 527   | 480   | 58    | 141   | 35       | 0        | 17       | 227   | 68    | 1     | 3        | 1     | 5     | 34    | 2     | 7     | 34    | 14       | .294  | .346     | .473     | .819  |
| 2000     | 広島     | 93    | 377   | 351   | 43    | 110   | 10       | 0        | 20       | 180   | 88    | 0     | 0        | 0     | 6     | 16    | 0     | 4     | 37    | 12       | .313  | .345     | .513     | .858  |
| 2001     | 広島     | 138   | 561   | 493   | 53    | 152   | 21       | 0        | 32       | 269   | 100   | 0     | 2        | 3     | 7     | 51    | 4     | 7     | 35    | 22       | .308  | .376     | .546     | .922  |
| 2002     | 広島     | 80    | 276   | 265   | 12    | 65    | 11       | 1        | 5        | 93    | 33    | 0     | 0        | 0     | 3     | 6     | 1     | 2     | 23    | 8        | .245  | .264     | .351     | .615  |
| MLB：2年 | MLB：2年 | 41    | 95    | 88    | 7     | 18    | 4        | 1        | 0        | 24    | 7     | 0     | 0        | 1     | 1     | 4     | 1     | 1     | 9     | 0        | .205  | .245     | .273     | .517  |
| NPB：6年 | NPB：6年 | 709   | 2866  | 2624  | 312   | 795   | 143      | 2        | 129      | 1329  | 510   | 3     | 6        | 4     | 31    | 177   | 8     | 30    | 235   | 94       | .303  | .350     | .506     | .856  |

- 各年度の太字はリーグ最高

### タイトル
- 打点王：2回 （1996年、1997年）
- 最多安打：1回 （1997年）

### 表彰
- ベストナイン：2回 （1996年、1997年）
- 月間MVP：1回 （2000年9月）

### 記録
NPB
- 初出場・初先発出場：1996年4月5日、対中日ドラゴンズ1回戦（広島市民球場）、6番・一塁手として先発出場
- 初打席・初安打：同上、2回裏に今中慎二から
- 初打点：同上、7回裏に今中慎二から中前適時打
- 初盗塁：1996年4月9日、対横浜ベイスターズ1回戦（横浜スタジアム）、9回表に二盗（投手：佐々木主浩、捕手：谷繁元信）
- 初本塁打：1996年4月13日、対阪神タイガース2回戦（阪神甲子園球場）、5回表に湯舟敏郎から左越決勝ソロ
- 100本塁打：2001年5月9日、対読売ジャイアンツ8回戦（広島市民球場）、2回裏に鄭珉哲から左越ソロ　※史上212人目

### 背番号
- 12 （1990年）
- 22 （1991年）
- 2 （1996年 - 1997年）
- 44 （1998年）
- 33 （2000年 - 2002年）
- 79 （2010年）